# Compiègne-i Roscelin
Compiègne-i Roscelin (latinul: Roscellinus Compendiensis, franciául: Roscelin de Compiègne; Compiègne, 1050 körül – Besançon, 1121 körül) középkori francia filozófus.
Compiégne, majd Lonches, végül Besancon városában tanított. Művei elvesztek, mindössze egyetlen levele maradt fenn, amelyet tanítványához, Pierre Abélardhoz írt. Mind Abélard, mind másik tanítványa, Champeaux-i Vilmos később maga is híres filozófus lett.
Nézeteit Abélard mellett Canterburyi Szent Anzelm és Salisburyi János tudósításából lehet valamennyire rekonstruálni. A kevés rá vonatkozó forrás szerint azt állította, hogy csak úgynevezett egyedi létezők reálisak. Az általános fogalom csak „csengő szó” (lat. flatus vocis). A tekintetben, hogy a forrásokban „sententia vocum” néven emlegetett nézet vajon egyszerűen nyelvtani alapon kívánja a túlzó realizmust cáfolni, vagy pedig a szenzualizmus értelmében a szó egyetemes jelentését is tagadja, a nominalista értelmezés mellett szól egyrészt az, hogy Roscelin tagadja, hogy az elme viszonyításának (pl. az egész és a rész között) tárgyi alapja lenne; továbbá, hogy az egyes kizárólagos létének az állítása vezette a Szentháromság triteisztikus magyarázatára.